# Ice MC

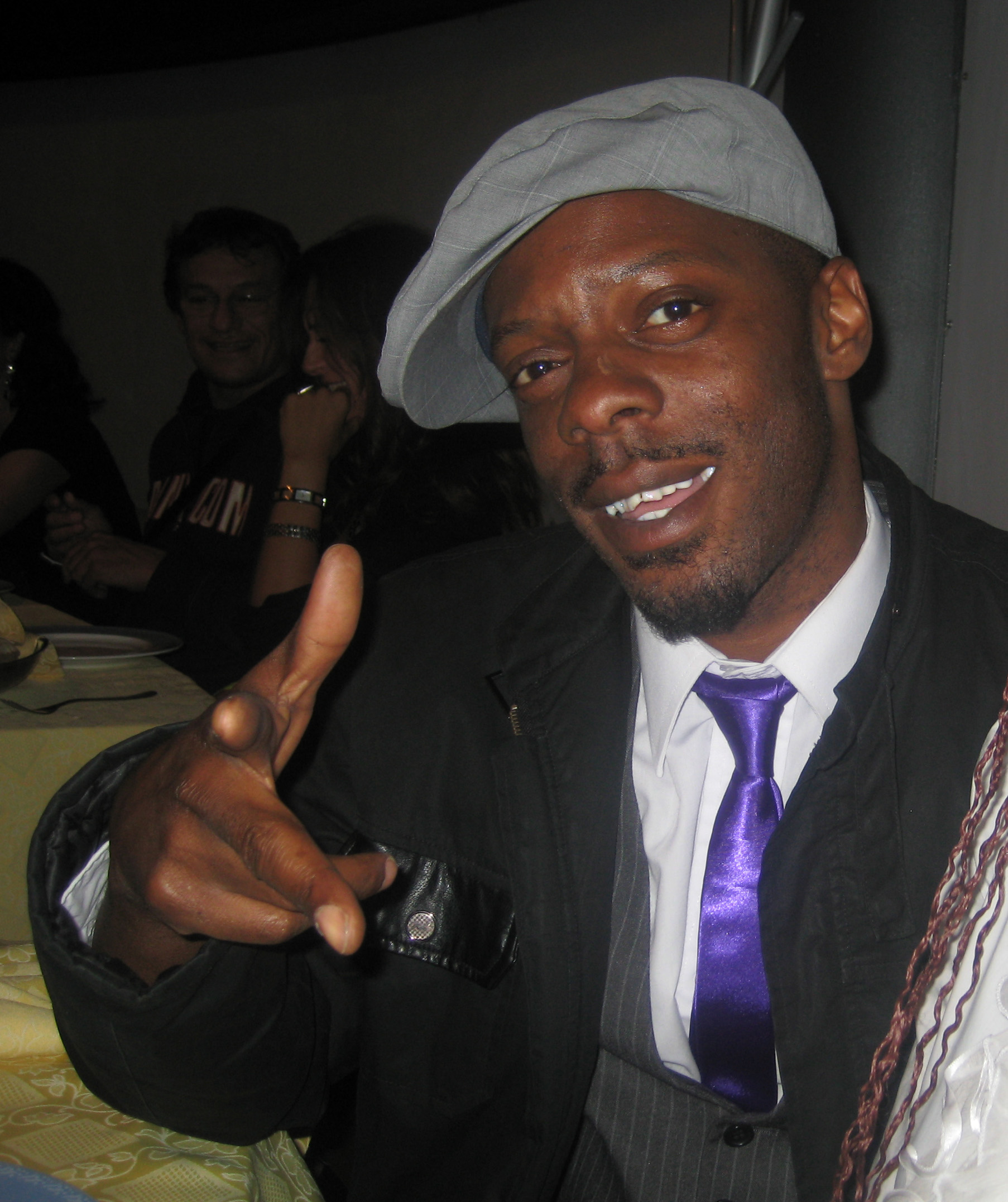
Ice MC

Ian Campbell (Nottingham, 22 maart 1965), beter bekend onder zijn alias Ice MC, is een Britse popmuzikant, die vooral bekend is van de eurodancehits Think about the way en It's a rainy day. Zijn ouders zijn afkomstig van Jamaica. De eerste letters van voornaam en achternaam leverden hem de bijnaam Ice op. Nadat hij de school verlaten had, ontmoette Campbell in 1983 een groep breakdancers, waarmee hij door Europa reisde. 
In 1989 maakte hij kennis met de Italiaanse producer Roberto Zanetti (Robyx). Samen maakten ze in hetzelfde jaar de eerste hit van Ice MC : Easy. Het werd een grote hit in Zuid-Amerika en Europa, waarmee in Duitsland zelfs een top 3-notering werd gehaald. In New York werd kort nadien een videoclip opgenomen, die het tot de vierde plaats schopte in de MTV-USA chart.
Ook de opvolgers Cinema en Scream werden grote hits. Van zijn drie singles en zijn eerste album werden drie miljoen platen verkocht over heel de wereld.
Na een wereldtour en de release van Happy weekend veranderde Ice MC van muziekstijl: er werd overgeschakeld naar eurodance, gekruid met Jamaicaanse reggae (iets wat ook zichtbaar werd door zijn nieuwe kapsel). De Italiaanse zangeres Alessia Aquilani alias Alexia werd aan het project toegevoegd. Al snel volgden weer succesvolle hits met Take away the colour, Think about the way en It's a rainy day. De laatste twee bereikten zelfs in meerdere landen de eerste plaats van de hitparade en werden veel gespeeld in Amerika.
Een nieuwe wereldtour volgde en Ice MC trad op in 's werelds bekendste televisieshows. Ondertussen was het album Ice'n Green uitgekomen, dat wereldwijd één miljoen verkochte exemplaren opleverde. Op de cd stonden onder andere ook nog de hits Run fa cover en Russian roulette.
In 1995 ontstond een conflict tussen Ian Campbell en Roberto Zanetti, waarbij Campbell besloot om alleen verder te gaan. Onder een nieuw management kwamen in 1996 de singles Give me the light (een samenwerking met de Duitse groep Masterboy) en Music for money en de cd Dreadatour op de markt, al verkocht dat laatste album veel minder dan zijn vorige.
Na de singles Let's take it easy en Energy zette Campbell zijn muziekcarrière stop en ging terug naar Engeland. 
Eind 2002 nam Campbell terug contact op met Roberto Zanetti, wat later leidde tot een nieuw album en de twee singles It's a miracle en My world.

## Discografie
| Single met eventuele hitnotering(en) in de Nederlandse Top 40 | Datum van verschijnen | Datum van binnenkomst | Hoogste positie | Aantal weken | Opmerkingen |
| ------------------------------------------------------------- | --------------------- | --------------------- | --------------- | ------------ | ----------- |
| Cinema                                                        | 1990                  | 15-09-1990            | 21              | 5            |             |
| Think about the way                                           | 1994                  | 25-06-1994            | tip19           |              |             |
| Think about the way                                           | 1994                  | 17-09-1994            | 11              | 8            |             |
| It's a rainy day                                              | 1994                  | 12-11-1994            | 8               | 11           |             |
| Take away the colour                                          | 1995                  | 12-03-1995            | 25              | 4            |             |

- Bibsys: 5040518
- Bibliothèque nationale de France: cb13922485b (data)
- Gemeinsame Normdatei: 134679075
- International Standard Name Identifier: 0000 0000 7955 7936
- Library of Congress Control Number: no98024932
- Nationale Bibliotheek van Letland: 000094799
- MusicBrainz: fbd89fe5-c0d1-4539-9f12-f29e8f863782
- SNAC: w6h99cb1
- Système universitaire de documentation: 082333629
- Virtual International Authority File: 4542385